# Piano (fotografia)
Il piano, in fotografia così come nelle riprese cinematografiche e nel fumetto, è un termine usato per indicare l'ampiezza di un'inquadratura in rapporto alla figura umana (o antropomorfa).
Solitamente, si parla di piano quando l'inquadratura comprende, al massimo, una figura umana nella sua interezza. Se l'inquadratura fosse più ampia, si parlerebbe di campo.
A seconda della porzione della figura umana inquadrata, il piano assume nel gergo tecnico le diciture di "Figura intera", "Piano americano", "Piano medio", "Primo piano" e "Primissimo piano". Restringendo l'inquadratura su un singolo particolare si ottiene il "dettaglio".

## Tipi di piano

### Figura intera (FI)
Inquadratura che riprende la figura intera del soggetto, nel caso questo sia una persona viene ripreso dalla testa ai piedi, mostrando così i suoi movimenti per intero.

### Piano americano (PA)
L'inquadratura parte dalla metà della coscia. Spesso utilizzato per inquadrare due o più persone (con un taglio all'altezza delle ginocchia), questo tipo di inquadratura serve a dare all'attore maggiore libertà espressiva e d'azione.
Si ritiene che questo piano sia nato nel cinema western, dove vi era la necessità di mostrare i personaggi armati con le fondine appese al cinturone, ma non va dimenticato come precursore David Wark Griffith, che tra il 1908 e il 1916, pur restando fedele alla tecnica del tableau, fece uso a volte di quello che in seguito fu definito come piano americano.

### Piano medio (PM) o Mezza figura (MF)
Inquadratura che riprende la figura (una o più persone) dalla vita in su.

### Mezzo primo piano (MPP) o Mezzo busto (MB)
L'inquadratura tagliata approssimativamente all'altezza del petto è definita Mezzo Primo Piano (MPP) o Mezzo Busto (MB).
Nel film del 1903 The Great Train Robbery di Edwin S. Porter abbiamo il piano ravvicinato del bandito (George Barnes) che spara agli spettatori. Probabilmente è il primo caso di mezzo busto della storia del cinema.

### Primo piano (PP)
Il primo piano è un'inquadratura di un volto dall'altezza delle spalle. Il soggetto è isolato dal contesto, e la sua espressione è il centro dell'attenzione. In fotografia è conosciuto anche come "formato tessera".

### Primissimo piano (PPP)
Il volto del soggetto riempie l'inquadratura, ed è generalmente tagliato sopra l'attaccatura dei capelli e a metà del collo (a volte il taglio è fatto partire dal mento). L'inquadratura è molto stretta e particolarmente cinematografica, consentendo di cogliere l'anima del soggetto.

### Particolare (Part.) e dettaglio (Dett.)
Il particolare è una parte del volto o del corpo, ripresa molto da vicino oppure una sua particolare azione (ad esempio una mano che afferra qualcosa) o sue parti in movimento (ad esempio il dettaglio dei piedi nella corsa). Con dettaglio o inserto si indica lo stesso tipo di inquadratura, ma riferita esclusivamente a un oggetto o a una sua azione (ad esempio il dettaglio della ruota di una macchina in corsa).

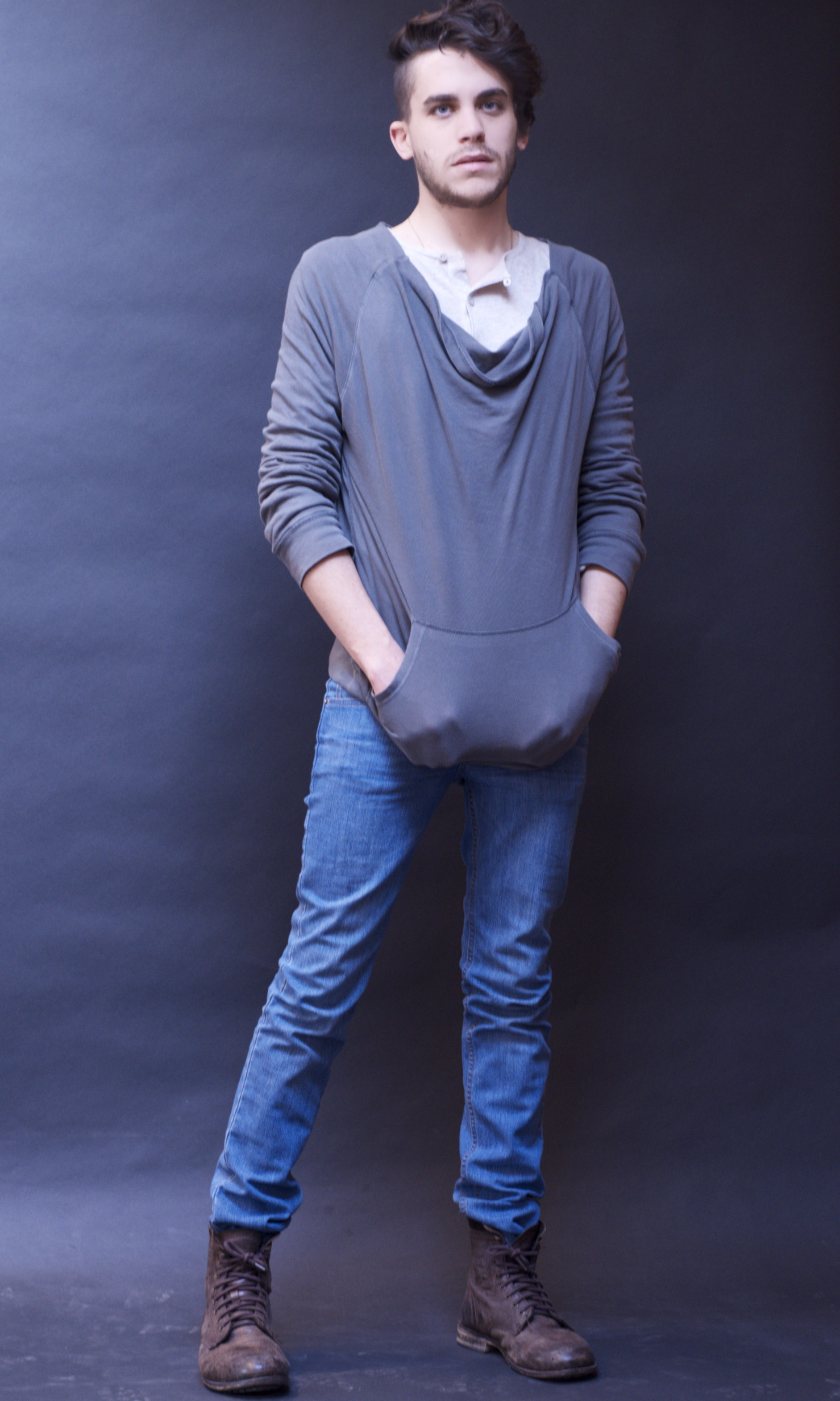
Figura intera
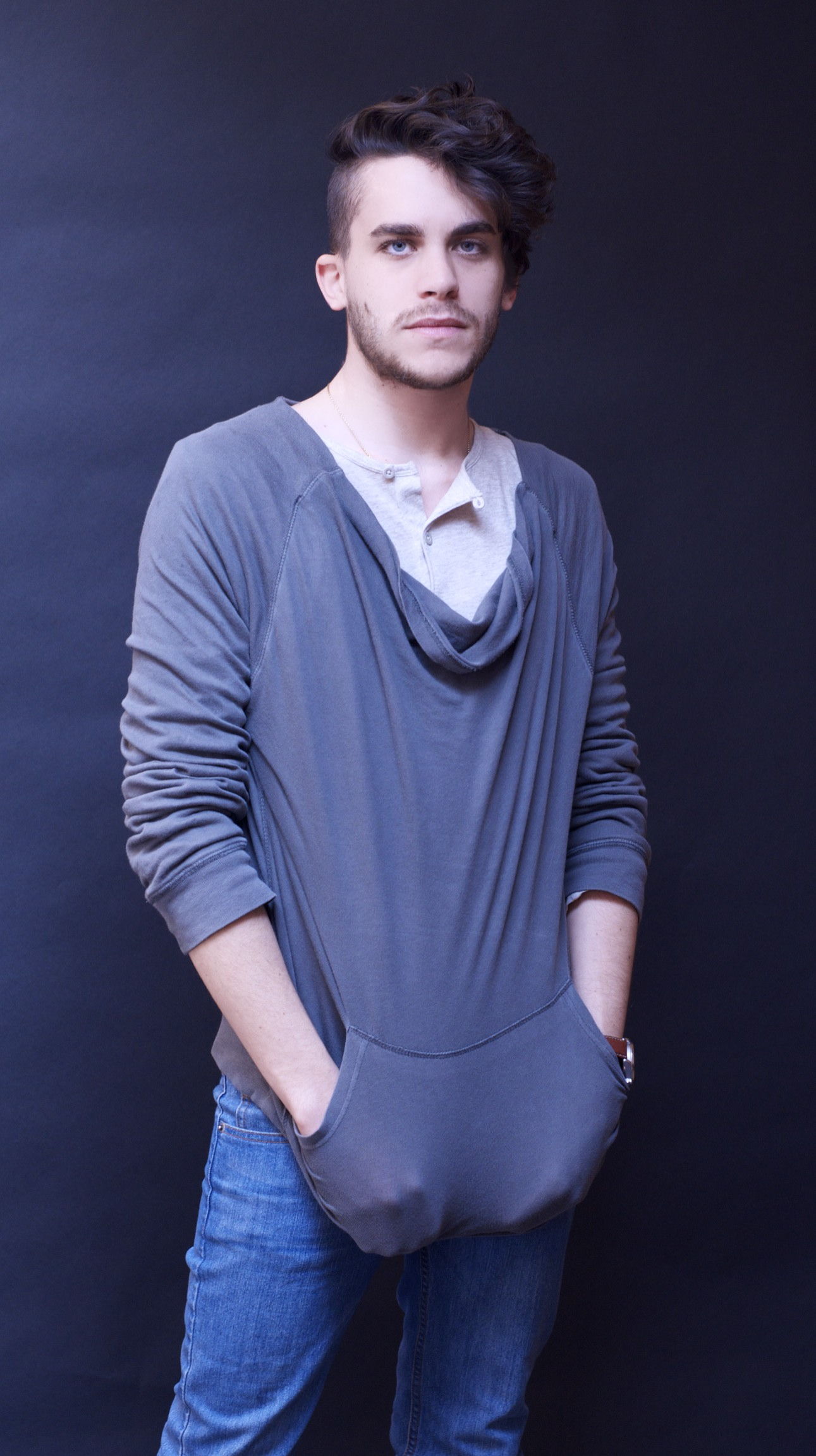
Piano americano
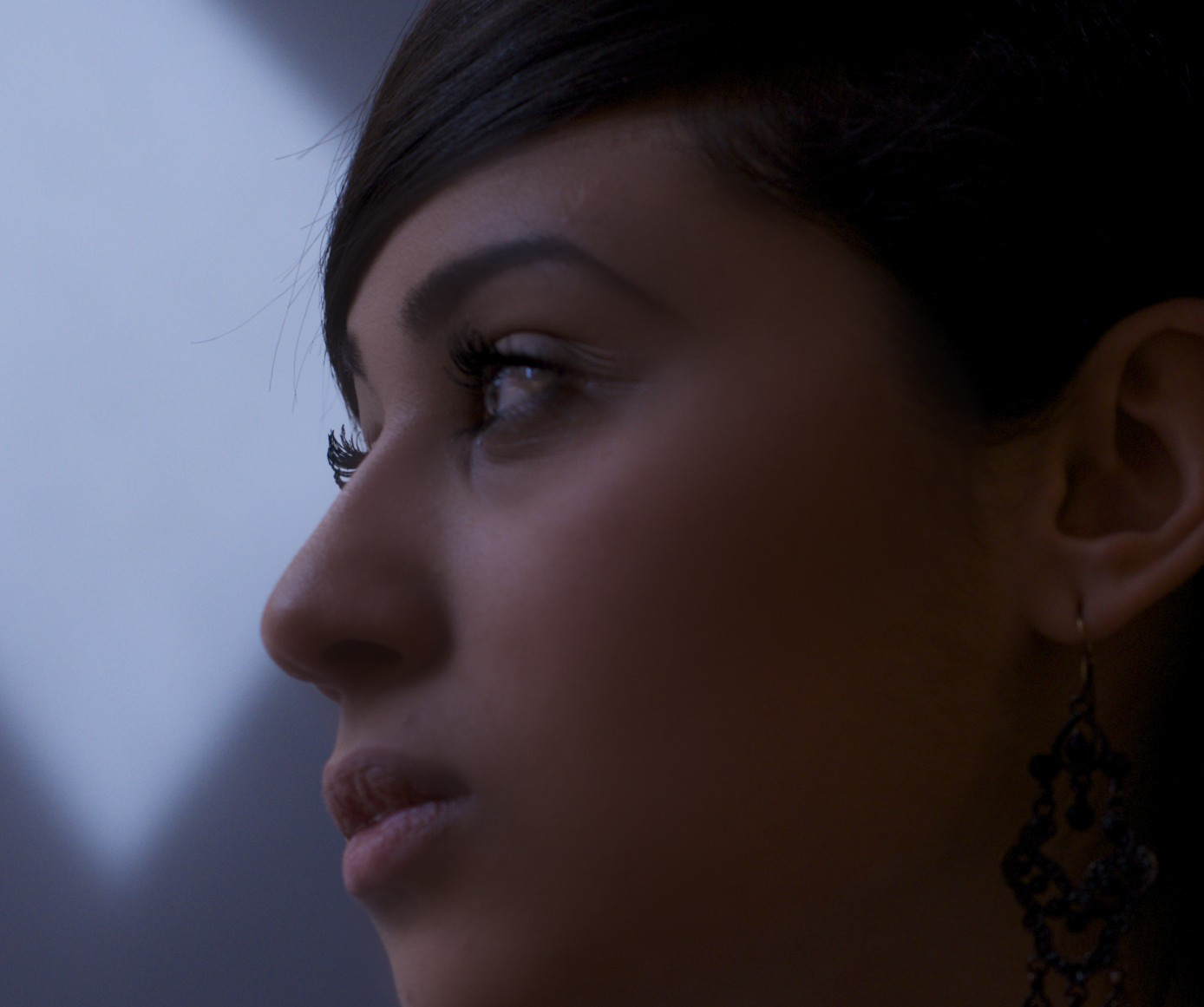
Primissimo piano
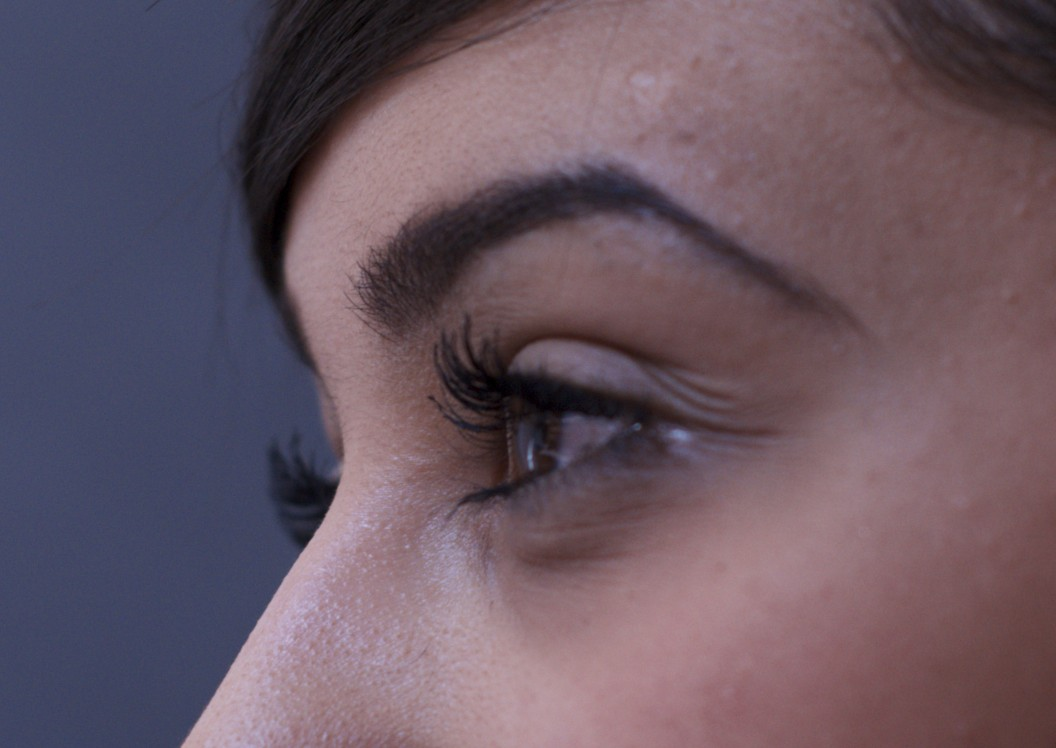
Particolare occhio